# Gerichtsorganisation in Bayern von 1879 bis 1945
Dieser Artikel beschreibt die Gerichtsorganisation in Bayern vom  Inkrafttreten der Reichsjustizgesetze 1879, also seit Einführung einer im ganzen Deutschen Reich einheitlichen Organisation der Ordentlichen Gerichtsbarkeit, bis zum Ende des Zweiten Weltkriegs im Jahr 1945.

## Vorgeschichte
Schon vor 1879 bestand im Königreich Bayern eine einheitliche Gerichtsorganisation mit Stadt- und Landgerichten als unterster und Bezirksgerichten als zweiter Instanz. Diesen übergeordnet waren die Appellationsgerichte und schließlich ein Oberappellationsgericht mit Sitz in München.

## Organisation nach dem Gerichtsverfassungsgesetz
Mit dem Inkrafttreten des Gerichtsverfassungsgesetzes des Deutschen Reichs zum 1. Oktober 1879 wurde die dort vorgesehene Gerichtsstruktur auch in Bayern eingeführt. Die Bestimmungen dazu enthielt die Königlich Allerhöchste Verordnung, die Bestimmung der Gerichtssitze und die Bildung der Gerichtsbezirke betreffend vom 2. April 1879. In München wurde ein oberstes Landesgericht errichtet, darunter Oberlandesgerichte, Landgerichte und Amtsgerichte.

### Oberlandesgerichte
| Gericht                       | Ort         | Anmerkungen                            |
| ----------------------------- | ----------- | -------------------------------------- |
| Oberlandesgericht Augsburg    | Augsburg    | zum 1. April 1932 aufgehoben           |
| Oberlandesgericht Bamberg     | Bamberg     |                                        |
| Oberlandesgericht München     | München     |                                        |
| Oberlandesgericht Nürnberg    | Nürnberg    |                                        |
| Oberlandesgericht Zweibrücken | Zweibrücken | für die Pfalz, 1946 zu Rheinland-Pfalz |

### Landgerichte
Die folgende Tabelle zeigt den Bestand der bayerischen Landgerichte mit dem Inkrafttreten der Reichsjustizgesetze und ihre Zuordnung zu den Oberlandesgerichten.
| Gericht                          | Ort                  | Oberlandesgericht             | Anmerkungen                                    |
| -------------------------------- | -------------------- | ----------------------------- | ---------------------------------------------- |
| Landgericht Augsburg             | Augsburg             | Oberlandesgericht Augsburg    | ab 1. April 1932 zum Oberlandesgericht München |
| Landgericht Eichstätt            | Eichstätt            | Oberlandesgericht Augsburg    | ab 1. April 1932 zum Oberlandesgericht München |
| Landgericht Kempten              | Kempten              | Oberlandesgericht Augsburg    | ab 1. April 1932 zum Oberlandesgericht München |
| Landgericht Memmingen            | Memmingen            | Oberlandesgericht Augsburg    | ab 1. April 1932 zum Oberlandesgericht München |
| Landgericht Neuburg an der Donau | Neuburg an der Donau | Oberlandesgericht Augsburg    | zum 1. April 1932 aufgehoben                   |
| Landgericht Aschaffenburg        | Aschaffenburg        | Oberlandesgericht Bamberg     |                                                |
| Landgericht Bamberg              | Bamberg              | Oberlandesgericht Bamberg     |                                                |
| Landgericht Bayreuth             | Bayreuth             | Oberlandesgericht Bamberg     |                                                |
| Landgericht Hof                  | Hof                  | Oberlandesgericht Bamberg     |                                                |
| Landgericht Schweinfurt          | Schweinfurt          | Oberlandesgericht Bamberg     |                                                |
| Landgericht Würzburg             | Würzburg             | Oberlandesgericht Bamberg     |                                                |
| Landgericht Deggendorf           | Deggendorf           | Oberlandesgericht München     |                                                |
| Landgericht Landshut             | Landshut             | Oberlandesgericht München     |                                                |
| Landgericht München I            | München              | Oberlandesgericht München     |                                                |
| Landgericht München II           | München              | Oberlandesgericht München     |                                                |
| Landgericht Passau               | Passau               | Oberlandesgericht München     |                                                |
| Landgericht Straubing            | Straubing            | Oberlandesgericht München     | zum 1. April 1932 aufgehoben                   |
| Landgericht Traunstein           | Traunstein           | Oberlandesgericht München     |                                                |
| Landgericht Amberg               | Amberg               | Oberlandesgericht Nürnberg    |                                                |
| Landgericht Ansbach              | Ansbach              | Oberlandesgericht Nürnberg    |                                                |
| Landgericht Fürth                | Fürth                | Oberlandesgericht Nürnberg    | zum 1. April 1932 aufgehoben                   |
| Landgericht Nürnberg             | Nürnberg             | Oberlandesgericht Nürnberg    | ab 1. April 1932 Landgericht Nürnberg-Fürth    |
| Landgericht Regensburg           | Regensburg           | Oberlandesgericht Nürnberg    |                                                |
| Landgericht Weiden               | Weiden               | Oberlandesgericht Nürnberg    |                                                |
| Landgericht Frankenthal          | Frankenthal          | Oberlandesgericht Zweibrücken |                                                |
| Landgericht Kaiserslautern       | Kaiserslautern       | Oberlandesgericht Zweibrücken |                                                |
| Landgericht Landau               | Landau in der Pfalz  | Oberlandesgericht Zweibrücken |                                                |
| Landgericht Zweibrücken          | Zweibrücken          | Oberlandesgericht Zweibrücken |                                                |

Zum 1. April 1921 wurde das Landgericht Coburg eingerichtet, Näheres dazu steht im Abschnitt Vereinigung Coburgs mit Bayern.
Ab dem 1. Oktober 1938 gehörte zum Bezirk des OLG Zweibrücken auch der Bezirk des – selbst nicht bayerischen – Landgerichts Saarbrücken.

### Amtsgerichte
Die folgende Tabelle zeigt den Bestand der bayerischen Amtsgerichte mit dem Inkrafttreten der Reichsjustizgesetze und ihre Zuordnung zu den Landgerichten mit Hinweisen auf spätere Änderungen.
| Gericht                               | Ort                           | Landgericht                      | Anmerkungen |
| ------------------------------------- | ----------------------------- | -------------------------------- | --- |
| Amtsgericht München I                 | München                       | Landgericht München I            | bis zum 31. Dezember 1909, dann mit dem AG München II zum Amtsgericht München vereinigt                                                                     |
| Amtsgericht München II                | München                       | Landgericht München I            | bis zum 31. Dezember 1909, dann mit dem AG München I zum Amtsgericht München vereinigt                                                                      |
| Amtsgericht Bruck                     | Bruck                         | Landgericht München II           | |
| Amtsgericht Dachau                    | Dachau                        | Landgericht München II           | |
| Amtsgericht Dorfen                    | Dorfen                        | Landgericht München II           | |
| Amtsgericht Ebersberg                 | Ebersberg                     | Landgericht München II           | |
| Amtsgericht Erding                    | Erding                        | Landgericht München II           | |
| Amtsgericht Freising                  | Freising                      | Landgericht München II           | |
| Amtsgericht Haag                      | Haag in Oberbayern            | Landgericht München II           | |
| Amtsgericht Miesbach                  | Miesbach                      | Landgericht München II           | |
| Amtsgericht Starnberg                 | Starnberg                     | Landgericht München II           | |
| Amtsgericht Tegernsee                 | Tegernsee (Stadt)             | Landgericht München II           | |
| Amtsgericht Tölz                      | Tölz                          | Landgericht München II           | |
| Amtsgericht Weilheim                  | Weilheim in Oberbayern        | Landgericht München II           | |
| Amtsgericht Werdenfels                | Garmisch                      | Landgericht München II           | |
| Amtsgericht Wolfratshausen            | Wolfratshausen                | Landgericht München II           | |
| Amtsgericht Aibling                   | Aibling                       | Landgericht Traunstein           | |
| Amtsgericht Altötting                 | Altötting                     | Landgericht Traunstein           | |
| Amtsgericht Berchtesgaden             | Berchtesgaden                 | Landgericht Traunstein           | |
| Amtsgericht Burghausen                | Burghausen                    | Landgericht Traunstein           | |
| Amtsgericht Laufen                    | Laufen                        | Landgericht Traunstein           | |
| Amtsgericht Mühldorf                  | Mühldorf am Inn               | Landgericht Traunstein           | |
| Amtsgericht Prien                     | Prien am Chiemsee             | Landgericht Traunstein           | |
| Amtsgericht Reichenhall               | Reichenhall                   | Landgericht Traunstein           | |
| Amtsgericht Rosenheim                 | Rosenheim                     | Landgericht Traunstein           | |
| Amtsgericht Tittmoning                | Tittmoning                    | Landgericht Traunstein           | zum 1. Januar 1931 aufgehoben |
| Amtsgericht Traunstein                | Traunstein                    | Landgericht Traunstein           | |
| Amtsgericht Trostberg                 | Trostberg                     | Landgericht Traunstein           | |
| Amtsgericht Wasserburg                | Wasserburg am Inn             | Landgericht Traunstein           | |
| Amtsgericht Arnstorf                  | Arnstorf                      | Landgericht Deggendorf           | |
| Amtsgericht Deggendorf                | Deggendorf                    | Landgericht Deggendorf           | |
| Amtsgericht Grafenau                  | Grafenau                      | Landgericht Deggendorf           | |
| Amtsgericht Hengersberg               | Hengersberg                   | Landgericht Deggendorf           | |
| Amtsgericht Osterhofen                | Osterhofen                    | Landgericht Deggendorf           | |
| Amtsgericht Regen                     | Regen                         | Landgericht Deggendorf           | |
| Amtsgericht Viechtach                 | Viechtach                     | Landgericht Deggendorf           | |
| Amtsgericht Dingolfing                | Dingolfing                    | Landgericht Landshut             | |
| Amtsgericht Eggenfelden               | Eggenfelden                   | Landgericht Landshut             | |
| Amtsgericht Landshut                  | Landshut                      | Landgericht Landshut             | |
| Amtsgericht Mainburg                  | Mainburg                      | Landgericht Landshut             | |
| Amtsgericht Moosburg                  | Moosburg an der Isar          | Landgericht Landshut             | |
| Amtsgericht Neumarkt an der Rott      | Neumarkt an der Rott          | Landgericht Landshut             | |
| Amtsgericht Rottenburg                | Rottenburg an der Laaber      | Landgericht Landshut             | |
| Amtsgericht Vilsbiburg                | Vilsbiburg                    | Landgericht Landshut             | |
| Amtsgericht Freyung                   | Freyung                       | Landgericht Passau               | |
| Amtsgericht Griesbach                 | Griesbach im Rottal           | Landgericht Passau               | |
| Amtsgericht Passau                    | Passau                        | Landgericht Passau               | |
| Amtsgericht Pfarrkirchen              | Pfarrkirchen                  | Landgericht Passau               | |
| Amtsgericht Rotthalmünster            | Rotthalmünster                | Landgericht Passau               | |
| Amtsgericht Simbach                   | Simbach am Inn                | Landgericht Passau               | |
| Amtsgericht Vilshofen                 | Vilshofen                     | Landgericht Passau               | |
| Amtsgericht Waldkirchen               | Waldkirchen                   | Landgericht Passau               | |
| Amtsgericht Wegscheid                 | Wegscheid                     | Landgericht Passau               | |
| Amtsgericht Bogen                     | Bogen                         | Landgericht Straubing            | ab 1. April 1932 zum Landgericht Regensburg |
| Amtsgericht Kötzting                  | Kötzting                      | Landgericht Straubing            | ab 1. April 1932 zum Landgericht Regensburg |
| Amtsgericht Landau an der Isar        | Landau an der Isar            | Landgericht Straubing            | ab 1. April 1932 zum Landgericht Landshut |
| Amtsgericht Mallersdorf               | Mallersdorf                   | Landgericht Straubing            | ab 1. April 1932 zum Landgericht Landshut |
| Amtsgericht Mitterfels                | Mitterfels                    | Landgericht Straubing            | ab 1. April 1932 zum Landgericht Regensburg |
| Amtsgericht Neukirchen                | Neukirchen beim Heiligen Blut | Landgericht Straubing            | ab 1. April 1932 zum Landgericht Regensburg |
| Amtsgericht Straubing                 | Straubing                     | Landgericht Straubing            | ab 1. April 1932 zum Landgericht Regensburg |
| Amtsgericht Bamberg I                 | Bamberg                       | Landgericht Bamberg              | bis zum 15. November 1903, dann mit dem AG Bamberg II zum Amtsgericht Bamberg vereinigt                                                                     |
| Amtsgericht Bamberg II                | Bamberg                       | Landgericht Bamberg              | bis zum 15. November 1903, dann mit dem AG Bamberg I zum Amtsgericht Bamberg vereinigt                                                                      |
| Amtsgericht Baunach                   | Baunach                       | Landgericht Bamberg              | |
| Amtsgericht Burgebrach                | Burgebrach                    | Landgericht Bamberg              | |
| Amtsgericht Ebermannstadt             | Ebermannstadt                 | Landgericht Bamberg              | |
| Amtsgericht Ebern                     | Ebern                         | Landgericht Bamberg              | |
| Amtsgericht Forchheim                 | Forchheim                     | Landgericht Bamberg              | |
| Amtsgericht Höchstadt an der Aisch    | Höchstadt an der Aisch        | Landgericht Bamberg              | |
| Amtsgericht Kronach                   | Kronach                       | Landgericht Bamberg              | ab 1. April 1921 zum LG Coburg |
| Amtsgericht Lichtenfels               | Lichtenfels                   | Landgericht Bamberg              | ab 1. April 1921 zum LG Coburg |
| Amtsgericht Ludwigsstadt              | Ludwigsstadt                  | Landgericht Bamberg              | ab 1. April 1921 zum LG Coburg |
| Amtsgericht Nordhalben                | Nordhalben                    | Landgericht Bamberg              | ab 1. April 1921 zum LG Coburg, zum 1. Oktober 1929 aufgehoben                                                                                              |
| Amtsgericht Scheßlitz                 | Scheßlitz                     | Landgericht Bamberg              | |
| Amtsgericht Seßlach                   | Seßlach                       | Landgericht Bamberg              | zum 1. Oktober 1929 aufgehoben |
| Amtsgericht Staffelstein              | Staffelstein                  | Landgericht Bamberg              | |
| Amtsgericht Bayreuth                  | Bayreuth                      | Landgericht Bayreuth             | |
| Amtsgericht Berneck                   | Berneck                       | Landgericht Bayreuth             | |
| Amtsgericht Hollfeld                  | Hollfeld                      | Landgericht Bayreuth             | |
| Amtsgericht Kulmbach                  | Kulmbach                      | Landgericht Bayreuth             | |
| Amtsgericht Pegnitz                   | Pegnitz                       | Landgericht Bayreuth             | |
| Amtsgericht Pottenstein               | Pottenstein                   | Landgericht Bayreuth             | |
| Amtsgericht Stadtsteinach             | Stadtsteinach                 | Landgericht Bayreuth             | |
| Amtsgericht Thurnau                   | Thurnau                       | Landgericht Bayreuth             | zum 1. Oktober 1929 aufgehoben |
| Amtsgericht Weidenberg                | Weidenberg                    | Landgericht Bayreuth             | zum 1. März 1931 aufgehoben |
| Amtsgericht Weismain                  | Weismain                      | Landgericht Bayreuth             | |
| Amtsgericht Hof                       | Hof                           | Landgericht Hof                  | |
| Amtsgericht Kirchenlamitz             | Kirchenlamitz                 | Landgericht Hof                  | |
| Amtsgericht Münchberg                 | Münchberg                     | Landgericht Hof                  | |
| Amtsgericht Naila                     | Naila                         | Landgericht Hof                  | |
| Amtsgericht Rehau                     | Rehau                         | Landgericht Hof                  | |
| Amtsgericht Selb                      | Selb                          | Landgericht Hof                  | |
| Amtsgericht Thiersheim                | Thiersheim                    | Landgericht Hof                  | zum 1. Juli 1932 aufgehoben |
| Amtsgericht Wunsiedel                 | Wunsiedel                     | Landgericht Hof                  | |
| Amtsgericht Alzenau                   | Alzenau                       | Landgericht Aschaffenburg        | |
| Amtsgericht Amorbach                  | Amorbach                      | Landgericht Aschaffenburg        | zum 1. Mai 1932 aufgehoben |
| Amtsgericht Aschaffenburg             | Aschaffenburg                 | Landgericht Aschaffenburg        | |
| Amtsgericht Klingenberg               | Klingenberg am Main           | Landgericht Aschaffenburg        | |
| Amtsgericht Lohr                      | Lohr am Main                  | Landgericht Aschaffenburg        | |
| Amtsgericht Marktheidenfeld           | Marktheidenfeld               | Landgericht Aschaffenburg        | |
| Amtsgericht Miltenberg                | Miltenberg                    | Landgericht Aschaffenburg        | |
| Amtsgericht Obernburg                 | Obernburg am Main             | Landgericht Aschaffenburg        | |
| Amtsgericht Schöllkrippen             | Schöllkrippen                 | Landgericht Aschaffenburg        | |
| Amtsgericht Stadtprozelten            | Stadtprozelten                | Landgericht Aschaffenburg        | zum 1. Juli 1925 aufgehoben |
| Amtsgericht Bischofsheim              | Bischofsheim                  | Landgericht Schweinfurt          | |
| Amtsgericht Eltmann                   | Eltmann                       | Landgericht Schweinfurt          | ab 1. April 1921 zum LG Bamberg |
| Amtsgericht Euerdorf                  | Euerdorf                      | Landgericht Schweinfurt          | zum 1. Juli 1925 aufgehoben |
| Amtsgericht Gerolzhofen               | Gerolzhofen                   | Landgericht Schweinfurt          | |
| Amtsgericht Hammelburg                | Hammelburg                    | Landgericht Schweinfurt          | |
| Amtsgericht Haßfurt                   | Haßfurt                       | Landgericht Schweinfurt          | ab 1. April 1921 zum LG Bamberg |
| Amtsgericht Hofheim                   | Hofheim in Unterfranken       | Landgericht Schweinfurt          | ab 1. April 1921 zum LG Bamberg |
| Amtsgericht Kissingen                 | Kissingen                     | Landgericht Schweinfurt          | |
| Amtsgericht Königshofen               | Königshofen im Grabfeld       | Landgericht Schweinfurt          | |
| Amtsgericht Mellrichstadt             | Mellrichstadt                 | Landgericht Schweinfurt          | |
| Amtsgericht Münnerstadt               | Münnerstadt                   | Landgericht Schweinfurt          | |
| Amtsgericht Neustadt an der Saale     | Neustadt an der Saale         | Landgericht Schweinfurt          | |
| Amtsgericht Schweinfurt               | Schweinfurt                   | Landgericht Schweinfurt          | |
| Amtsgericht Volkach                   | Volkach                       | Landgericht Schweinfurt          | |
| Amtsgericht Werneck                   | Werneck                       | Landgericht Schweinfurt          | zum 1. Januar 1933 aufgehoben |
| Amtsgericht Arnstein                  | Arnstein                      | Landgericht Würzburg             | |
| Amtsgericht Aub                       | Aub                           | Landgericht Würzburg             | |
| Amtsgericht Brückenau                 | Brückenau                     | Landgericht Würzburg             | |
| Amtsgericht Dettelbach                | Dettelbach                    | Landgericht Würzburg             | |
| Amtsgericht Gemünden                  | Gemünden am Main              | Landgericht Würzburg             | |
| Amtsgericht Karlstadt                 | Karlstadt                     | Landgericht Würzburg             | |
| Amtsgericht Kitzingen                 | Kitzingen                     | Landgericht Würzburg             | |
| Amtsgericht Marktbreit                | Marktbreit                    | Landgericht Würzburg             | zum 1. Juli 1932 aufgehoben |
| Amtsgericht Ochsenfurt                | Ochsenfurt                    | Landgericht Würzburg             | |
| Amtsgericht Wiesentheid               | Wiesentheid                   | Landgericht Würzburg             | zum 1. April 1925 aufgehoben |
| Amtsgericht Würzburg I                | Würzburg                      | Landgericht Würzburg             | bis zum 15. September 1892, dann mit dem AG Würzburg II zum Amtsgericht Würzburg vereinigt                                                                  |
| Amtsgericht Würzburg II               | Würzburg                      | Landgericht Würzburg             | bis zum 15. September 1892, dann mit dem AG Würzburg I zum Amtsgericht Würzburg vereinigt                                                                   |
| Amtsgericht Amberg                    | Amberg                        | Landgericht Amberg               | |
| Amtsgericht Cham                      | Cham                          | Landgericht Amberg               | |
| Amtsgericht Furth                     | Furth im Wald                 | Landgericht Amberg               | |
| Amtsgericht Kastl                     | Kastl                         | Landgericht Amberg               | zum 1.11.1930 aufgehoben |
| Amtsgericht Nabburg                   | Nabburg                       | Landgericht Amberg               | |
| Amtsgericht Neumarkt in der Oberpfalz | Neumarkt in der Oberpfalz     | Landgericht Amberg               | 1. April 1926 zum LG Nürnberg |
| Amtsgericht Neunburg vorm Wald        | Neunburg vorm Wald            | Landgericht Amberg               | |
| Amtsgericht Parsberg                  | Parsberg                      | Landgericht Amberg               | |
| Amtsgericht Schwandorf                | Schwandorf                    | Landgericht Amberg               | |
| Amtsgericht Sulzbach                  | Sulzbach                      | Landgericht Amberg               | |
| Amtsgericht Waldmünchen               | Waldmünchen                   | Landgericht Amberg               | |
| Amtsgericht Abensberg                 | Abensberg                     | Landgericht Regensburg           | |
| Amtsgericht Burglengenfeld            | Burglengenfeld                | Landgericht Regensburg           | |
| Amtsgericht Hemau                     | Hemau                         | Landgericht Regensburg           | |
| Amtsgericht Kelheim                   | Kelheim                       | Landgericht Regensburg           | |
| Amtsgericht Nittenau                  | Nittenau                      | Landgericht Regensburg           | |
| Amtsgericht Regensburg I              | Regensburg                    | Landgericht Regensburg           | bis zum 31. März 1905, dann mit dem AG Regensburg II zum Amtsgericht Regensburg vereinigt                                                                   |
| Amtsgericht Regensburg II             | Regensburg                    | Landgericht Regensburg           | bis zum 31. März 1905, dann mit dem AG Regensburg I zum Amtsgericht Regensburg vereinigt                                                                    |
| Amtsgericht Regenstauf                | Regenstauf                    | Landgericht Regensburg           | |
| Amtsgericht Riedenburg                | Riedenburg                    | Landgericht Regensburg           | |
| Amtsgericht Roding                    | Roding                        | Landgericht Regensburg           | |
| Amtsgericht Stadtamhof                | Stadtamhof                    | Landgericht Regensburg           | zum 1. Juli 1932 aufgehoben |
| Amtsgericht Wörth                     | Wörth                         | Landgericht Regensburg           | |
| Amtsgericht Auerbach                  | Auerbach                      | Landgericht Weiden               | |
| Amtsgericht Erbendorf                 | Erbendorf                     | Landgericht Weiden               | zum 1. Oktober 1929 aufgehoben |
| Amtsgericht Eschenbach                | Eschenbach in der Oberpfalz   | Landgericht Weiden               | |
| Amtsgericht Kemnath                   | Kemnath                       | Landgericht Weiden               | |
| Amtsgericht Neustadt an der Waldnaab  | Neustadt an der Waldnaab      | Landgericht Weiden               | |
| Amtsgericht Oberviechtach             | Oberviechtach                 | Landgericht Weiden               | |
| Amtsgericht Tirschenreuth             | Tirschenreuth                 | Landgericht Weiden               | |
| Amtsgericht Vilseck                   | Vilseck                       | Landgericht Weiden               | |
| Amtsgericht Vohenstrauß               | Vohenstrauß                   | Landgericht Weiden               | |
| Amtsgericht Waldsassen                | Waldsassen                    | Landgericht Weiden               | |
| Amtsgericht Weiden                    | Weiden in der Oberpfalz       | Landgericht Weiden               | |
| Amtsgericht Ansbach                   | Ansbach                       | Landgericht Ansbach              | |
| Amtsgericht Dinkelsbühl               | Dinkelsbühl                   | Landgericht Ansbach              | |
| Amtsgericht Feuchtwangen              | Feuchtwangen                  | Landgericht Ansbach              | |
| Amtsgericht Gunzenhausen              | Gunzenhausen                  | Landgericht Ansbach              | |
| Amtsgericht Heidenheim                | Heidenheim (Mittelfranken)    | Landgericht Ansbach              | |
| Amtsgericht Heilsbronn                | Heilsbronn                    | Landgericht Ansbach              | |
| Amtsgericht Herrieden                 | Herrieden                     | Landgericht Ansbach              | zum 1. März 1931 aufgehoben |
| Amtsgericht Rothenburg                | Rothenburg ob der Tauber      | Landgericht Ansbach              | |
| Amtsgericht Schillingsfürst           | Schillingsfürst               | Landgericht Ansbach              | |
| Amtsgericht Uffenheim                 | Uffenheim                     | Landgericht Ansbach              | |
| Amtsgericht Wassertrüdingen           | Wassertrüdingen               | Landgericht Ansbach              | |
| Amtsgericht Cadolzburg                | Cadolzburg                    | Landgericht Fürth                | zum 1. März 1931 aufgehoben |
| Amtsgericht Erlangen                  | Erlangen                      | Landgericht Fürth                | ab 1. April 1932 zum Landgericht Nürnberg-Fürth |
| Amtsgericht Fürth                     | Fürth                         | Landgericht Fürth                | ab 1. April 1932 zum Landgericht Nürnberg-Fürth |
| Amtsgericht Herzogenaurach            | Herzogenaurach                | Landgericht Fürth                | ab 1. April 1932 zum Landgericht Nürnberg-Fürth |
| Amtsgericht Markt Erlbach             | Markt Erlbach                 | Landgericht Fürth                | ab 1. April 1932 zum Landgericht Nürnberg-Fürth |
| Amtsgericht Neustadt an der Aisch     | Neustadt an der Aisch         | Landgericht Fürth                | ab 1. April 1932 zum Landgericht Nürnberg-Fürth |
| Amtsgericht Scheinfeld                | Scheinfeld                    | Landgericht Fürth                | ab 1. April 1932 zum Landgericht Würzburg |
| Amtsgericht Windsheim                 | Windsheim                     | Landgericht Fürth                | ab 1. April 1932 zum Landgericht Nürnberg-Fürth |
| Amtsgericht Altdorf                   | Altdorf                       | Landgericht Nürnberg             | |
| Amtsgericht Gräfenberg                | Gräfenberg                    | Landgericht Nürnberg             | |
| Amtsgericht Hersbruck                 | Hersbruck                     | Landgericht Nürnberg             | |
| Amtsgericht Hilpoltstein              | Hilpoltstein                  | Landgericht Nürnberg             | |
| Amtsgericht Lauf                      | Lauf an der Pegnitz           | Landgericht Nürnberg             | |
| Amtsgericht Nürnberg                  | Nürnberg                      | Landgericht Nürnberg             | |
| Amtsgericht Roth                      | Roth                          | Landgericht Nürnberg             | |
| Amtsgericht Schwabach                 | Schwabach                     | Landgericht Nürnberg             | |
| Amtsgericht Aichach                   | Aichach                       | Landgericht Augsburg             | |
| Amtsgericht Augsburg                  | Augsburg                      | Landgericht Augsburg             | |
| Amtsgericht Burgau                    | Burgau                        | Landgericht Augsburg             | |
| Amtsgericht Friedberg                 | Friedberg                     | Landgericht Augsburg             | |
| Amtsgericht Landsberg                 | Landsberg am Lech             | Landgericht Augsburg             | |
| Amtsgericht Schwabmünchen             | Schwabmünchen                 | Landgericht Augsburg             | |
| Amtsgericht Wertingen                 | Wertingen                     | Landgericht Augsburg             | |
| Amtsgericht Zusmarshausen             | Zusmarshausen                 | Landgericht Augsburg             | |
| Amtsgericht Füssen                    | Füssen                        | Landgericht Kempten              | |
| Amtsgericht Immenstadt                | Immenstadt                    | Landgericht Kempten              | |
| Amtsgericht Kaufbeuren                | Kaufbeuren                    | Landgericht Kempten              | |
| Amtsgericht Kempten                   | Kempten                       | Landgericht Kempten              | |
| Amtsgericht Lindau                    | Lindau                        | Landgericht Kempten              | |
| Amtsgericht Oberdorf                  | Oberdorf                      | Landgericht Kempten              | |
| Amtsgericht Obergünzburg              | Obergünzburg                  | Landgericht Kempten              | |
| Amtsgericht Schongau                  | Schongau                      | Landgericht Kempten              | |
| Amtsgericht Sonthofen                 | Sonthofen                     | Landgericht Kempten              | |
| Amtsgericht Weiler                    | Weiler im Allgäu              | Landgericht Kempten              | |
| Amtsgericht Babenhausen               | Babenhausen                   | Landgericht Memmingen            | zum 1. Januar 1933 aufgehoben |
| Amtsgericht Buchloe                   | Buchloe                       | Landgericht Memmingen            | |
| Amtsgericht Günzburg an der Donau     | Günzburg an der Donau         | Landgericht Memmingen            | |
| Amtsgericht Illertissen               | Illertissen                   | Landgericht Memmingen            | |
| Amtsgericht Krumbach                  | Krumbach                      | Landgericht Memmingen            | |
| Amtsgericht Memmingen                 | Memmingen                     | Landgericht Memmingen            | |
| Amtsgericht Mindelheim                | Mindelheim                    | Landgericht Memmingen            | |
| Amtsgericht Neu-Ulm                   | Neu-Ulm                       | Landgericht Memmingen            | |
| Amtsgericht Ottobeuren                | Ottobeuren                    | Landgericht Memmingen            | zum 1. März 1931 aufgehoben |
| Amtsgericht Türkheim                  | Türkheim                      | Landgericht Memmingen            | |
| Amtsgericht Weißenhorn                | Weißenhorn                    | Landgericht Memmingen            | |
| Amtsgericht Dillingen                 | Dillingen an der Donau        | Landgericht Neuburg an der Donau | ab 1. April 1932 zum Landgericht Augsburg |
| Amtsgericht Donauwörth                | Donauwörth                    | Landgericht Neuburg an der Donau | ab 1. April 1932 zum Landgericht Augsburg |
| Amtsgericht Geisenfeld                | Geisenfeld                    | Landgericht Neuburg an der Donau | ab 1. April 1932 zum Landgericht München II |
| Amtsgericht Höchstädt an der Donau    | Höchstädt an der Donau        | Landgericht Neuburg an der Donau | ab 1. April 1932 zum Landgericht Augsburg |
| Amtsgericht Lauingen                  | Lauingen                      | Landgericht Neuburg an der Donau | zum 1. Mai 1932 aufgehoben |
| Amtsgericht Neuburg an der Donau      | Neuburg an der Donau          | Landgericht Neuburg an der Donau | ab 1. April 1932 zum Landgericht Augsburg |
| Amtsgericht Nördlingen                | Nördlingen                    | Landgericht Neuburg an der Donau | ab 1. April 1932 zum Landgericht Augsburg |
| Amtsgericht Oettingen                 | Oettingen in Bayern           | Landgericht Neuburg an der Donau | ab 1. April 1932 zum Landgericht Augsburg |
| Amtsgericht Pfaffenhofen              | Pfaffenhofen                  | Landgericht Neuburg an der Donau | ab 1. April 1932 zum Landgericht München II |
| Amtsgericht Rain                      | Rain                          | Landgericht Neuburg an der Donau | ab 1. April 1932 zum Landgericht Augsburg, zum 1. Juli 1932 aufgehoben                                                                                      |
| Amtsgericht Schrobenhausen            | Schrobenhausen                | Landgericht Neuburg an der Donau | ab 1. April 1932 zum Landgericht Augsburg |
| Amtsgericht Beilngries                | Beilngries                    | Landgericht Eichstätt            | |
| Amtsgericht Eichstätt                 | Eichstätt                     | Landgericht Eichstätt            | |
| Amtsgericht Ellingen                  | Ellingen                      | Landgericht Eichstätt            | |
| Amtsgericht Greding                   | Greding                       | Landgericht Eichstätt            | |
| Amtsgericht Ingolstadt                | Ingolstadt                    | Landgericht Eichstätt            | |
| Amtsgericht Kipfenberg                | Kipfenberg                    | Landgericht Eichstätt            | |
| Amtsgericht Monheim                   | Monheim                       | Landgericht Eichstätt            | |
| Amtsgericht Pappenheim                | Pappenheim                    | Landgericht Eichstätt            | zum 1. Januar 1933 aufgehoben |
| Amtsgericht Weißenburg                | Weißenburg in Bayern          | Landgericht Eichstätt            | |
| Amtsgericht Dürkheim                  | Dürkheim                      | Landgericht Frankenthal          | |
| Amtsgericht Frankenthal               | Frankenthal                   | Landgericht Frankenthal          | |
| Amtsgericht Grünstadt                 | Grünstadt                     | Landgericht Frankenthal          | |
| Amtsgericht Ludwigshafen              | Ludwigshafen                  | Landgericht Frankenthal          | |
| Amtsgericht Neustadt an der Haardt    | Neustadt an der Haardt        | Landgericht Frankenthal          | |
| Amtsgericht Speyer                    | Speyer                        | Landgericht Frankenthal          | |
| Amtsgericht Kaiserslautern            | Kaiserslautern                | Landgericht Kaiserslautern       | |
| Amtsgericht Kirchheimbolanden         | Kirchheimbolanden             | Landgericht Kaiserslautern       | |
| Amtsgericht Kusel                     | Kusel                         | Landgericht Kaiserslautern       | |
| Amtsgericht Lauterecken               | Lauterecken                   | Landgericht Kaiserslautern       | |
| Amtsgericht Obermoschel               | Obermoschel                   | Landgericht Kaiserslautern       | |
| Amtsgericht Otterberg                 | Otterberg                     | Landgericht Kaiserslautern       | |
| Amtsgericht Rockenhausen              | Rockenhausen                  | Landgericht Kaiserslautern       | |
| Amtsgericht Winnweiler                | Winnweiler                    | Landgericht Kaiserslautern       | |
| Amtsgericht Wolfstein                 | Wolfstein                     | Landgericht Kaiserslautern       | |
| Amtsgericht Annweiler                 | Annweiler                     | Landgericht Landau               | |
| Amtsgericht Bergzabern                | Bergzabern                    | Landgericht Landau               | |
| Amtsgericht Edenkoben                 | Edenkoben                     | Landgericht Landau               | |
| Amtsgericht Germersheim               | Germersheim                   | Landgericht Landau               | |
| Amtsgericht Kandel                    | Kandel                        | Landgericht Landau               | |
| Amtsgericht Landau                    | Landau                        | Landgericht Landau               | |
| Amtsgericht Blieskastel               | Blieskastel                   | Landgericht Zweibrücken          | nach dem Ersten Weltkrieg zum Saargebiet |
| Amtsgericht Dahn                      | Dahn                          | Landgericht Zweibrücken          | |
| Amtsgericht Homburg                   | Homburg                       | Landgericht Zweibrücken          | nach dem Ersten Weltkrieg gehörten Homburg und Teile des Gerichtsbezirks zum Saargebiet; der bayerisch gebliebene Teil wurde dem AG Zweibrücken zugeordnet. |
| Amtsgericht St. Ingbert               | St. Ingbert                   | Landgericht Zweibrücken          | nach dem Ersten Weltkrieg zum Saargebiet |
| Amtsgericht Landstuhl                 | Landstuhl                     | Landgericht Zweibrücken          | |
| Amtsgericht Pirmasens                 | Pirmasens                     | Landgericht Zweibrücken          | |
| Amtsgericht Waldfischbach             | Waldfischbach                 | Landgericht Zweibrücken          | |
| Amtsgericht Waldmohr                  | Waldmohr                      | Landgericht Zweibrücken          | |
| Amtsgericht Zweibrücken               | Zweibrücken                   | Landgericht Zweibrücken          | |

### Vereinigung Coburgs mit Bayern
Durch die Vereinigung des Freistaats Coburg mit Bayern zum 1. Juli 1920 kamen folgende Amtsgerichte zu Bayern:
| Gericht                | Ort                   | Landgericht          | Anmerkungen                    |
| ---------------------- | --------------------- | -------------------- | ------------------------------ |
| Amtsgericht Coburg     | Coburg                | siehe folgender Text |                                |
| Amtsgericht Neustadt   | Neustadt bei Coburg   | siehe folgender Text |                                |
| Amtsgericht Rodach     | Rodach                | siehe folgender Text |                                |
| Amtsgericht Sonnefeld  | Sonnefeld             | siehe folgender Text | zum 1. Oktober 1929 aufgehoben |
| Amtsgericht Königsberg | Königsberg in Franken | siehe folgender Text | zum 1. April 1925 aufgehoben   |

Ein Landgericht oder Oberlandesgericht gab es in Coburg nicht; nach einem Staatsvertrag mit Preußen und den thüringischen Staaten waren den coburgischen Amtsgerichten das Landgericht Meiningen und das Oberlandesgericht Jena übergeordnet. Zum 1. April 1921 wurde diese Regelung aufgehoben und in der Stadt Coburg ein Landgericht eingerichtet, dem neben den coburgischen Amtsgerichten auch die Amtsgerichte Lichtenfels, Kronach, Ludwigsstadt, Nordhalben und Weismain zugeteilt wurden. Ihm übergeordnet wurde das Oberlandesgericht Bamberg.

### Umsetzung nationalsozialistischer Gesetze
Zur Umsetzung des Reichserbhofgesetzes wurden durch Verordnung vom 28. Oktober 1933 bei den Amtsgerichten Anerbengerichte errichtet; ausgenommen war nach einer zweiten Verordnung vom 19. Dezember 1933 das Amtsgericht Annweiler, dessen Bezirk dem Anerbengericht beim Amtsgericht Landau zugewiesen wurde. Bei den Oberlandesgerichten wurden Erbhofgerichte gebildet.
Zum 1. Januar 1934 wurden bei den Amtsgerichten Amberg, Ansbach, Aschaffenburg, Augsburg, Bamberg, Bayreuth, Coburg, Deggendorf, Eichstätt, Erlangen, Frankenthal, Günzburg, Hof, Kempten, Landshut, München, Passau, Regensburg, Rosenheim, Schweinfurt, Straubing, Weiden, Würzburg und Zweibrücken Erbgesundheitsgerichte errichtet, bei den Oberlandesgerichten je ein Erbgesundheitsobergericht.

## Verwaltungsgerichte
Ebenfalls zum 1. Oktober 1879 wurde der Bayerische Verwaltungsgerichtshof errichtet, der vorläufig das einzige echte Verwaltungsgericht in Bayern blieb. Anders als die Neuorganisation der ordentlichen Gerichtsbarkeit beruhte die Einrichtung des Verwaltungsgerichtshofs nicht auf Reichsrecht.

## Arbeitsgerichtsbarkeit
Zum 1. Januar 1902 wurde das Berggewerbegericht München errichtet, das für Streitigkeiten zwischen Arbeitern in bestimmten Bergwerken im Bezirk der Berginspektion München und ihren Arbeitgebern zuständig war. Ab dem 1. Juli 1908 bestand zudem das Berggewerbegericht Zweibrücken mit Zuständigkeit für die Pfalz.
Entsprechend dem Arbeitsgerichtsgesetz des Reichs von 1926 wurde auch in Bayern eine flächendeckende Arbeitsgerichtsbarkeit aufgebaut. Durch die Verordnung über die Einrichtung der Arbeitsgerichtsbehörden vom 28. April 1927 wurden 172 Arbeitsgerichte und 23 Landesarbeitsgerichte eingerichtet. Dabei war jedes Arbeitsgericht für einen oder mehrere Amtsgerichtsbezirke zuständig, jedes Landesarbeitsgericht üblicherweise für den Bezirk eines oder zweier Landgerichte. Bei vielen Arbeitsgerichten gab es auch Fachkammern, etwa für Angestellte oder Arbeitnehmer der Reichsbahn, die teils für einen größeren Bezirk zuständig waren. Demnach bestanden ab dem 1. Juli 1927 folgende Landesarbeitsgerichte und Arbeitsgerichte in Bayern:
| Gericht                             | zuständig für LG-Bezirk(e)                 | Anmerkungen                                                   |
| ----------------------------------- | ------------------------------------------ | ------------------------------------------------------------- |
| Landesarbeitsgericht Amberg         | Amberg                                     | aufgehoben zum 1. Januar 1930                                 |
| Landesarbeitsgericht Ansbach        | Ansbach                                    | aufgehoben zum 1. Januar 1930                                 |
| Landesarbeitsgericht Aschaffenburg  | Aschaffenburg                              | aufgehoben zum 1. Januar 1930                                 |
| Landesarbeitsgericht Augsburg       | Augsburg, Neuburg a. d. Donau (teilweise)  |                                                               |
| Landesarbeitsgericht Bamberg        | Bamberg                                    |                                                               |
| Landesarbeitsgericht Bayreuth       | Bayreuth                                   | aufgehoben zum 1. Januar 1930                                 |
| Landesarbeitsgericht Coburg         | Coburg                                     | aufgehoben zum 1. Januar 1930                                 |
| Landesarbeitsgericht Deggendorf     | Deggendorf                                 | aufgehoben zum 1. Januar 1930                                 |
| Landesarbeitsgericht Eichstätt      | Eichstätt, Neuburg a. d. Donau (teilweise) | aufgehoben zum 1. Januar 1930                                 |
| Landesarbeitsgericht Frankenthal    | Frankenthal, Landau                        |                                                               |
| Landesarbeitsgericht Hof            | Hof                                        | aufgehoben zum 1. Januar 1930                                 |
| Landesarbeitsgericht Kaiserslautern | Kaiserslautern                             | aufgehoben zum 1. Januar 1930                                 |
| Landesarbeitsgericht Kempten        | Kempten, Memmingen                         | aufgehoben zum 1. Januar 1930                                 |
| Landesarbeitsgericht Landshut       | Landshut                                   | aufgehoben zum 1. Januar 1930                                 |
| Landesarbeitsgericht München        | München I, München II                      |                                                               |
| Landesarbeitsgericht Nürnberg       | Nürnberg, Fürth                            | hieß ab dem 1. April 1932 Landesarbeitsgericht Nürnberg-Fürth |
| Landesarbeitsgericht Passau         | Passau                                     | aufgehoben zum 1. Januar 1930                                 |
| Landesarbeitsgericht Regensburg     | Regensburg                                 | aufgehoben zum 1. Januar 1930                                 |
| Landesarbeitsgericht Straubing      | Straubing                                  | aufgehoben zum 1. Januar 1930                                 |
| Landesarbeitsgericht Traunstein     | Traunstein                                 | aufgehoben zum 1. Januar 1930                                 |
| Landesarbeitsgericht Weiden         | Weiden                                     | aufgehoben zum 1. Januar 1930                                 |
| Landesarbeitsgericht Würzburg       | Würzburg, Schweinfurt                      |                                                               |
| Landesarbeitsgericht Zweibrücken    | Zweibrücken                                |                                                               |

| Gericht                                 | zuständig für AG-Bezirk(e)                                             | Fachkammern                                                                   | Anmerkungen                   |
| --------------------------------------- | ---------------------------------------------------------------------- | ----------------------------------------------------------------------------- | ----------------------------- |
| Arbeitsgericht Aichach                  | Aichach                                                                |                                                                               | aufgehoben zum 1. Januar 1930 |
| Arbeitsgericht Altötting                | Altötting, Burghausen                                                  |                                                                               |                               |
| Arbeitsgericht Alzenau                  | Alzenau, Schöllkrippen                                                 |                                                                               | aufgehoben zum 1. Januar 1930 |
| Arbeitsgericht Amberg                   | Amberg, Kastl                                                          | Angestellte, Erzbergbau- und Hüttenarbeiter                                   |                               |
| Arbeitsgericht Ansbach                  | Ansbach, Heilsbronn, Herrieden                                         | Angestellte                                                                   |                               |
| Arbeitsgericht Arnstorf                 | Arnstorf                                                               |                                                                               | aufgehoben zum 1. Januar 1930 |
| Arbeitsgericht Aschaffenburg            | Aschaffenburg                                                          | Angestellte                                                                   |                               |
| Arbeitsgericht Auerbach                 | Auerbach                                                               |                                                                               |                               |
| Arbeitsgericht Augsburg                 | Augsburg, Friedberg                                                    | Angestellte, Eisenbahn                                                        |                               |
| Arbeitsgericht Bamberg                  | Bamberg, Scheßlitz, Seßlach                                            | Angestellte                                                                   |                               |
| Arbeitsgericht Baunach                  | Baunach, Ebern                                                         |                                                                               | aufgehoben zum 1. Januar 1930 |
| Arbeitsgericht Bayreuth                 | Bayreuth, Hollfeld, Weidenberg                                         | Angestellte                                                                   |                               |
| Arbeitsgericht Beilngries               | Beilngries                                                             |                                                                               | aufgehoben zum 1. Januar 1930 |
| Arbeitsgericht Bergzabern               | Bergzabern                                                             |                                                                               | aufgehoben zum 1. Januar 1930 |
| Arbeitsgericht Berneck                  | Berneck                                                                |                                                                               | aufgehoben zum 1. Januar 1930 |
| Arbeitsgericht Brückenau                | Brückenau                                                              |                                                                               |                               |
| Arbeitsgericht Buchloe                  | Buchloe                                                                |                                                                               | aufgehoben zum 1. Januar 1930 |
| Arbeitsgericht Burgau                   | Burgau                                                                 |                                                                               | aufgehoben zum 1. Januar 1930 |
| Arbeitsgericht Burgebrach               | Burgebrach                                                             |                                                                               | aufgehoben zum 1. Januar 1930 |
| Arbeitsgericht Burglengenfeld           | Burglengenfeld                                                         |                                                                               |                               |
| Arbeitsgericht Cham                     | Cham, Furth im Wald, Waldmünchen                                       |                                                                               |                               |
| Arbeitsgericht Coburg                   | Coburg, Neustadt b. Coburg, Rodach, Sonnefeld                          | Angestellte                                                                   |                               |
| Arbeitsgericht Dachau                   | Dachau                                                                 |                                                                               |                               |
| Arbeitsgericht Deggendorf               | Deggendorf, Hengersberg                                                | Angestellte                                                                   |                               |
| Arbeitsgericht Dillingen                | Dillingen, Höchstädt, Lauingen                                         |                                                                               |                               |
| Arbeitsgericht Dingolfing               | Dingolfing                                                             |                                                                               | aufgehoben zum 1. Januar 1930 |
| Arbeitsgericht Dinkelsbühl              | Dinkelsbühl, Feuchtwangen                                              |                                                                               |                               |
| Arbeitsgericht Donauwörth               | Donauwörth                                                             |                                                                               |                               |
| Arbeitsgericht Dorfen                   | Dorfen                                                                 |                                                                               | aufgehoben zum 1. Januar 1930 |
| Arbeitsgericht Dürkheim                 | Dürkheim                                                               |                                                                               | aufgehoben zum 1. Januar 1930 |
| Arbeitsgericht Ebersberg                | Ebersberg                                                              |                                                                               |                               |
| Arbeitsgericht Eichstätt                | Eichstätt, Kipfenberg                                                  |                                                                               |                               |
| Arbeitsgericht Eltmann                  | Eltmann                                                                |                                                                               | aufgehoben zum 1. Januar 1930 |
| Arbeitsgericht Erding                   | Erding                                                                 |                                                                               |                               |
| Arbeitsgericht Erlangen                 | Erlangen, Herzogenaurach                                               |                                                                               |                               |
| Arbeitsgericht Eschenbach               | Eschenbach                                                             |                                                                               |                               |
| Arbeitsgericht Forchheim                | Forchheim, Ebermannstadt                                               |                                                                               |                               |
| Arbeitsgericht Frankenthal              | Frankenthal                                                            |                                                                               |                               |
| Arbeitsgericht Freising                 | Freising                                                               |                                                                               |                               |
| Arbeitsgericht Freyung                  | Freyung, Waldkirchen                                                   |                                                                               |                               |
| Arbeitsgericht Fürstenfeldbruck         | Fürstenfeldbruck                                                       |                                                                               |                               |
| Arbeitsgericht Fürth                    | Fürth, Cadolzburg                                                      |                                                                               |                               |
| Arbeitsgericht Füssen                   | Füssen                                                                 |                                                                               | aufgehoben zum 1. Januar 1930 |
| Arbeitsgericht Garmisch                 | Garmisch                                                               |                                                                               |                               |
| Arbeitsgericht Gemünden                 | Gemünden, Arnstein                                                     |                                                                               | aufgehoben zum 1. Januar 1930 |
| Arbeitsgericht Germersheim              | Germersheim                                                            |                                                                               | aufgehoben zum 1. Januar 1930 |
| Arbeitsgericht Gräfenberg               | Gräfenberg                                                             |                                                                               | aufgehoben zum 1. Januar 1930 |
| Arbeitsgericht Grafenau                 | Grafenau                                                               |                                                                               | aufgehoben zum 1. Januar 1930 |
| Arbeitsgericht Greding                  | Greding                                                                |                                                                               | aufgehoben zum 1. Januar 1930 |
| Arbeitsgericht Grünstadt                | Grünstadt und einige Gemeinden aus dem Bezirk des AG Kirchheimbolanden |                                                                               | aufgehoben zum 1. Januar 1930 |
| Arbeitsgericht Günzburg a. d. Donau     | Günzburg a. d. Donau                                                   |                                                                               | aufgehoben zum 1. Januar 1930 |
| Arbeitsgericht Gunzenhausen             | Gunzenhausen, Heidenheim, Wassertrüdingen                              |                                                                               |                               |
| Arbeitsgericht Haag                     | Haag                                                                   |                                                                               | aufgehoben zum 1. Januar 1930 |
| Arbeitsgericht Hammelburg               | Hammelburg                                                             |                                                                               | aufgehoben zum 1. Januar 1930 |
| Arbeitsgericht Haßfurt                  | Haßfurt, Hofheim                                                       |                                                                               |                               |
| Arbeitsgericht Hemau                    | Hemau                                                                  |                                                                               | aufgehoben zum 1. Januar 1930 |
| Arbeitsgericht Hilpoltstein             | Hilpoltstein                                                           |                                                                               | aufgehoben zum 1. Januar 1930 |
| Arbeitsgericht Höchstadt a. d. Aisch    | Höchstadt a. d. Aisch                                                  |                                                                               | aufgehoben zum 1. Januar 1930 |
| Arbeitsgericht Hof                      | Hof                                                                    | Angestellte                                                                   |                               |
| Arbeitsgericht Illertissen              | Illertissen, Babenhausen                                               |                                                                               | aufgehoben zum 1. Januar 1930 |
| Arbeitsgericht Immenstadt               | Immenstadt, Sonthofen                                                  |                                                                               |                               |
| Arbeitsgericht Ingolstadt               | Ingolstadt                                                             | Angestellte                                                                   |                               |
| Arbeitsgericht Kaiserslautern           | Kaiserslautern, Otterberg                                              | Angestellte                                                                   |                               |
| Arbeitsgericht Kandel                   | Kandel                                                                 |                                                                               | aufgehoben zum 1. Januar 1930 |
| Arbeitsgericht Karlstadt                | Karlstadt                                                              |                                                                               |                               |
| Arbeitsgericht Kaufbeuren               | Kaufbeuren, Markt-Oberdorf                                             |                                                                               |                               |
| Arbeitsgericht Kelheim                  | Kelheim, Abensberg                                                     |                                                                               | aufgehoben zum 1. Januar 1930 |
| Arbeitsgericht Kemnath                  | Kemnath                                                                |                                                                               |                               |
| Arbeitsgericht Kempten                  | Kempten                                                                | Angestellte                                                                   |                               |
| Arbeitsgericht Kirchenlamitz            | Kirchenlamitz                                                          |                                                                               | aufgehoben zum 1. Januar 1930 |
| Arbeitsgericht Kirchheimbolanden        | Kirchheimbolanden ohne die dem ArbG Grünstadt zugewiesenen Gemeinden   |                                                                               |                               |
| Arbeitsgericht Kissingen                | Kissingen                                                              |                                                                               |                               |
| Arbeitsgericht Kitzingen                | Kitzingen                                                              |                                                                               |                               |
| Arbeitsgericht Kötzting                 | Kötzting, Neukirchen                                                   |                                                                               |                               |
| Arbeitsgericht Kronach                  | Kronach, Nordhalben                                                    |                                                                               |                               |
| Arbeitsgericht Krumbach                 | Krumbach                                                               |                                                                               |                               |
| Arbeitsgericht Kulmbach                 | Kulmbach, Stadtsteinach, Thurnau                                       |                                                                               |                               |
| Arbeitsgericht Kusel                    | Kusel                                                                  |                                                                               |                               |
| Arbeitsgericht Landau a. d. Isar        | Landau a. d. Isar                                                      |                                                                               |                               |
| Arbeitsgericht Landau i. d. Pfalz       | Landau i. d. Pfalz, Annweiler, Edenkoben                               |                                                                               |                               |
| Arbeitsgericht Landsberg                | Landsberg                                                              |                                                                               |                               |
| Arbeitsgericht Landshut                 | Landshut, Moosburg, Rottenburg                                         | Angestellte                                                                   |                               |
| Arbeitsgericht Landstuhl                | Landstuhl                                                              |                                                                               |                               |
| Arbeitsgericht Lauf                     | Lauf, Hersbruck                                                        |                                                                               |                               |
| Arbeitsgericht Laufen                   | Laufen, Tittmoning                                                     |                                                                               | aufgehoben zum 1. Januar 1930 |
| Arbeitsgericht Lauterecken              | Lauterecken, Wolfstein                                                 |                                                                               | aufgehoben zum 1. Januar 1930 |
| Arbeitsgericht Lichtenfels              | Lichtenfels, Weismain                                                  |                                                                               |                               |
| Arbeitsgericht Lindau                   | Lindau                                                                 |                                                                               |                               |
| Arbeitsgericht Lohr                     | Lohr, Marktheidenfeld                                                  |                                                                               |                               |
| Arbeitsgericht Ludwigshafen a. Rhein    | Ludwigshafen a. Rhein                                                  | Angestellte, Eisenbahn                                                        |                               |
| Arbeitsgericht Ludwigsstadt             | Ludwigsstadt                                                           |                                                                               | aufgehoben zum 1. Januar 1930 |
| Arbeitsgericht Mainburg                 | Mainburg                                                               |                                                                               | aufgehoben zum 1. Januar 1930 |
| Arbeitsgericht Mallersdorf              | Mallersdorf                                                            |                                                                               | aufgehoben zum 1. Januar 1930 |
| Arbeitsgericht Markt Erlbach            | Markt Erlbach                                                          |                                                                               | aufgehoben zum 1. Januar 1930 |
| Arbeitsgericht Memmingen                | Memmingen, Ottobeuren                                                  |                                                                               |                               |
| Arbeitsgericht Miesbach                 | Miesbach                                                               |                                                                               |                               |
| Arbeitsgericht Miltenberg               | Miltenberg, Amorbach                                                   |                                                                               |                               |
| Arbeitsgericht Mindelheim               | Mindelheim, Türkheim                                                   |                                                                               |                               |
| Arbeitsgericht Monheim                  | Monheim                                                                |                                                                               | aufgehoben zum 1. Januar 1930 |
| Arbeitsgericht Mühldorf                 | Mühldorf                                                               |                                                                               | aufgehoben zum 1. Januar 1930 |
| Arbeitsgericht Münchberg                | Münchberg                                                              |                                                                               | aufgehoben zum 1. Januar 1930 |
| Arbeitsgericht München                  | München, Starnberg                                                     | kaufmännische Angestellte, Angestellte, Eisenbahn, Bergarbeiter, Hausgehilfen |                               |
| Arbeitsgericht Münnerstadt              | Münnerstadt                                                            |                                                                               | aufgehoben zum 1. Januar 1930 |
| Arbeitsgericht Naila                    | Naila                                                                  |                                                                               | aufgehoben zum 1. Januar 1930 |
| Arbeitsgericht Neuburg a. d. Donau      | Neuburg a. d. Donau, Rain                                              |                                                                               |                               |
| Arbeitsgericht Neumarkt a. d. Rott      | Neumarkt a. d. Rott                                                    |                                                                               |                               |
| Arbeitsgericht Neumarkt i. d. OPf.      | Neumarkt i. d. OPf.                                                    |                                                                               |                               |
| Arbeitsgericht Neunburg vorm Wald       | Neunburg vorm Wald                                                     |                                                                               |                               |
| Arbeitsgericht Neustadt a. d. Aisch     | Neustadt a. d. Aisch                                                   |                                                                               |                               |
| Arbeitsgericht Neustadt a. d. Haardt    | Neustadt a. d. Haardt                                                  |                                                                               |                               |
| Arbeitsgericht Neustadt a. d. Saale     | Neustadt a. d. Saale, Bischofsheim, Königshofen, Mellrichstadt         |                                                                               |                               |
| Arbeitsgericht Neu-Ulm                  | Neu-Ulm, Weißenhorn                                                    |                                                                               |                               |
| Arbeitsgericht Nittenau                 | Nittenau                                                               |                                                                               | aufgehoben zum 1. Januar 1930 |
| Arbeitsgericht Nördlingen               | Nördlingen, Öttingen                                                   |                                                                               |                               |
| Arbeitsgericht Nürnberg                 | Nürnberg, Altdorf                                                      | kaufmännische Angestellte, Angestellte, Eisenbahn, Hausgehilfen               |                               |
| Arbeitsgericht Obergünzburg             | Obergünzburg                                                           |                                                                               | aufgehoben zum 1. Januar 1930 |
| Arbeitsgericht Obernburg                | Obernburg, Klingenberg                                                 |                                                                               |                               |
| Arbeitsgericht Oberviechtach            | Oberviechtach                                                          |                                                                               | aufgehoben zum 1. Januar 1930 |
| Arbeitsgericht Ochsenfurt               | Ochsenfurt, Aub, Marktbreit                                            |                                                                               |                               |
| Arbeitsgericht Osterhofen               | Osterhofen                                                             |                                                                               | aufgehoben zum 1. Januar 1930 |
| Arbeitsgericht Parsberg                 | Parsberg                                                               |                                                                               |                               |
| Arbeitsgericht Passau                   | Passau, Wegscheid                                                      | Angestellte                                                                   |                               |
| Arbeitsgericht Pegnitz                  | Pegnitz, Pottenstein                                                   |                                                                               |                               |
| Arbeitsgericht Pfaffenhofen             | Pfaffenhofen, Geisenfeld                                               |                                                                               |                               |
| Arbeitsgericht Pfarrkirchen             | Pfarrkirchen, Griesbach                                                |                                                                               |                               |
| Arbeitsgericht Pirmasens                | Pirmasens, Dahn, Waldfischbach                                         |                                                                               |                               |
| Arbeitsgericht Regen                    | Regen                                                                  |                                                                               |                               |
| Arbeitsgericht Regensburg               | Regensburg, Regenstauf, Stadtamhof                                     | Angestellte, Eisenbahn                                                        |                               |
| Arbeitsgericht Rehau                    | Rehau                                                                  |                                                                               | aufgehoben zum 1. Januar 1930 |
| Arbeitsgericht Reichenhall              | Reichenhall, Berchtesgaden                                             |                                                                               |                               |
| Arbeitsgericht Riedenburg               | Riedenburg                                                             |                                                                               |                               |
| Arbeitsgericht Rockenhausen             | Rockenhausen, Obermoschel, Winnweiler                                  |                                                                               |                               |
| Arbeitsgericht Roding                   | Roding                                                                 |                                                                               | aufgehoben zum 1. Januar 1930 |
| Arbeitsgericht Rosenheim                | Rosenheim, Aibling, Prien                                              |                                                                               |                               |
| Arbeitsgericht Rothenburg ob der Tauber | Rothenburg ob der Tauber, Schillingsfürst                              |                                                                               |                               |
| Arbeitsgericht Scheinfeld               | Scheinfeld                                                             |                                                                               | aufgehoben zum 1. Januar 1930 |
| Arbeitsgericht Schongau                 | Schongau                                                               |                                                                               | aufgehoben zum 1. Januar 1930 |
| Arbeitsgericht Schrobenhausen           | Schrobenhausen                                                         |                                                                               |                               |
| Arbeitsgericht Schwabach                | Schwabach, Roth                                                        |                                                                               |                               |
| Arbeitsgericht Schwabmünchen            | Schwabmünchen                                                          |                                                                               | aufgehoben zum 1. Januar 1930 |
| Arbeitsgericht Schwandorf               | Schwandorf, Nabburg                                                    |                                                                               |                               |
| Arbeitsgericht Schweinfurt              | Schweinfurt, Gerolzhofen, Volkach, Werneck                             |                                                                               |                               |
| Arbeitsgericht Selb                     | Selb                                                                   |                                                                               |                               |
| Arbeitsgericht Simbach                  | Simbach, Rotthalmünster                                                |                                                                               |                               |
| Arbeitsgericht Speyer                   | Speyer                                                                 |                                                                               |                               |
| Arbeitsgericht Staffelstein             | Staffelstein                                                           |                                                                               |                               |
| Arbeitsgericht Straubing                | Straubing, Bogen, Mitterfels                                           | Angestellte                                                                   |                               |
| Arbeitsgericht Sulzbach                 | Sulzbach                                                               |                                                                               | aufgehoben zum 1. Januar 1930 |
| Arbeitsgericht Tirschenreuth            | Tirschenreuth, Waldsassen                                              |                                                                               |                               |
| Arbeitsgericht Tölz                     | Tölz, Tegernsee                                                        |                                                                               |                               |
| Arbeitsgericht Traunstein               | Traunstein                                                             | Angestellte                                                                   |                               |
| Arbeitsgericht Trostberg                | Trostberg                                                              |                                                                               |                               |
| Arbeitsgericht Uffenheim                | Uffenheim                                                              |                                                                               |                               |
| Arbeitsgericht Viechtach                | Viechtach                                                              |                                                                               | aufgehoben zum 1. Januar 1930 |
| Arbeitsgericht Vilsbiburg               | Vilsbiburg                                                             |                                                                               | aufgehoben zum 1. Januar 1930 |
| Arbeitsgericht Vilseck                  | Vilseck                                                                |                                                                               | aufgehoben zum 1. Januar 1930 |
| Arbeitsgericht Vilshofen                | Vilshofen                                                              |                                                                               |                               |
| Arbeitsgericht Vohenstrauß              | Vohenstrauß                                                            |                                                                               | aufgehoben zum 1. Januar 1930 |
| Arbeitsgericht Waldmohr                 | Waldmohr                                                               |                                                                               | aufgehoben zum 1. Januar 1930 |
| Arbeitsgericht Wasserburg               | Wasserburg                                                             |                                                                               | aufgehoben zum 1. Januar 1930 |
| Arbeitsgericht Weiden                   | Weiden, Neustadt a. d. Waldnaab, Erbendorf                             | Angestellte                                                                   |                               |
| Arbeitsgericht Weiler-Lindenberg        | Weiler-Lindenberg                                                      |                                                                               | aufgehoben zum 1. Januar 1930 |
| Arbeitsgericht Weilheim                 | Weilheim                                                               |                                                                               |                               |
| Arbeitsgericht Weißenburg i. Bay.       | Weißenburg i. Bay.                                                     |                                                                               |                               |
| Arbeitsgericht Wertingen                | Wertingen                                                              |                                                                               | aufgehoben zum 1. Januar 1930 |
| Arbeitsgericht Windsheim                | Windsheim                                                              |                                                                               | aufgehoben zum 1. Januar 1930 |
| Arbeitsgericht Wörth                    | Wörth                                                                  |                                                                               | aufgehoben zum 1. Januar 1930 |
| Arbeitsgericht Wolfratshausen           | Wolfratshausen                                                         |                                                                               | aufgehoben zum 1. Januar 1930 |
| Arbeitsgericht Würzburg                 | Würzburg, Dettelbach                                                   | Angestellte, Eisenbahn                                                        |                               |
| Arbeitsgericht Wunsiedel                | Wunsiedel, Thiersheim                                                  |                                                                               |                               |
| Arbeitsgericht Zusmarshausen            | Zusmarshausen                                                          |                                                                               | aufgehoben zum 1. Januar 1930 |
| Arbeitsgericht Zweibrücken              | Zweibrücken                                                            | Angestellte                                                                   |                               |